# Eli Lilly and Company
Eli Lilly and Company és una companyia farmacèutica nord-americana amb seu a Indianàpolis, Indiana, amb oficines a 18 països. Els seus productes es venen a aproximadament 125 països. L'empresa va ser fundada l'any 1876 pel coronel Eli Lilly, químic farmacèutic i veterà de la guerra civil nord-americana, i porta el seu nom.
A partir de 2022, Lilly és coneguda pels seus fàrmacs per a la depressió clínica Prozac (fluoxetina) (1986), Cymbalta (duloxetina) (2004) i el seu medicament antipsicòtic Zyprexa (olanzapina) (1996), tot i que els seus principals generadors d'ingressos són els fàrmacs per a la diabetis Humalog. (insulina lispro) (1996) i Trulicity (dulaglutide) (2014). Els èxits de Lilly inclouen ser la primera empresa a produir en massa la vacuna contra la poliomielitis desenvolupada per Jonas Salk i insulina. Va ser una de les primeres companyies farmacèutiques a produir insulina humana mitjançant ADN recombinant, incloent Humulin (medicament per a la insulina), Humalog (insulina lispro) i el primer producte d'insulina biosimilar aprovat als EUA, Basaglar (insulina glargina).
El 2009, Lilly es va declarar culpable de comercialitzar il·legalment Zyprexa i va acceptar pagar una multa de 1.415 milions de dòlars que incloïa una multa penal de 515 milions de dòlars, la més gran mai en un cas sanitari i la multa penal més gran mai imposada per a una corporació individual en un procés penal nord-americà. qualsevol tipus en el moment. A partir de 1997, era la corporació més gran i el benefactor benèfic més gran d'Indiana. El 2019, l'empresa va ocupar el lloc 123 del Fortune 500. Ocupa el lloc 221 a la llista Forbes Global 2000 de les empreses públiques més grans del món i el 252 a la llista de Forbes dels millors ocupadors d'Amèrica. Lilly és membre de ple dret de Pharmaceutical Research and Manufacturers of America i de la Federació Europea d'Indústries i Associacions Farmacèutiques (EFPIA).

## Marques farmacèutiques
Els productes més importants de l'empresa introduïts abans de la Segona Guerra Mundial incloïen la insulina, que Lilly comercialitzava com a Iletin (insulina, Lilly), Amytal, Merthiolate, efedrina i extractes de fetge. Introduïda el 1923, Iletin (Insulina, Lilly) va ser el primer producte comercial d'insulina de Lilly.
Durant la Segona Guerra Mundial, Lilly va produir penicil·lines i altres antibiòtics. A més de la penicil·lina, una altra producció en temps de guerra incloïa "antipalúdics", plasma sanguini, vacuna contra l'encefalitis, vacuna contra el tifus i la grip, antitoxina de gangrena gasosa, mertiolat i iletina (insulina, Lilly).
Entre els desenvolupaments farmacèutics més recents de la companyia es troben la cefalosporina, l'eritromicina i el Prozac (fluoxetina), un inhibidor selectiu de la recaptació de serotonina (ISRS) per al tractament de la depressió clínica. Ceclor, introduït a la dècada de 1970, era un antibiòtic de cefalosporina oral. Prozac, introduït a la dècada de 1980, es va convertir ràpidament en el producte més venut de la companyia per al tractament de la depressió, però Lilly va perdre la protecció de la patent dels EUA per a aquest producte el 2001. Entre altres distincions, Lilly és el fabricant i distribuïdor més gran del món de medicaments utilitzats en una àmplia gamma de condicions psiquiàtriques i relacionades amb la salut mental, com ara la depressió clínica, el trastorn d'ansietat generalitzada, l'addicció a estupefaents, l'insomni, el trastorn bipolar, l'esquizofrènia i altres.